# Joércio Gonçalves Pereira
Dom Joércio Gonçalves Pereira, C.Ss.R. (Virgínia, 3 de setembro de 1953) é um bispo católico brasileiro. É bispo emérito de Coari.

## Biografia
Dom Joércio foi ordenado padre no dia 26 de fevereiro de 1983. Em 2005 foi nomeado prelado coadjutor de Coari e recebeu a ordenação episcopal das mãos de Dom Aloísio Lorscheider. Seu lema episcopal é Eu vos escolhi.
Em fevereiro de 2007 sucedeu a Dom Gutemberg Freire Régis como bispo prelado de Coari, função que exerceu até julho de 2009, quando tornou-se prelado emérito daquela prelazia. Atualmente, reside em Aparecida e ajuda seus confrades no Santuário Nacional.